# Liste der Bodendenkmale in Sittensen
In der Liste der Bodendenkmale in Sittensen sind alle Bodendenkmale der niedersächsischen Gemeinde Sittensen aufgelistet. Die Quelle ist der Denkmalatlas Niedersachsen. 
Der Stand der Liste ist der 1. Dezember 2024.
Allgemein

Sittensen im Landkreis Rotenburg (Wümme)

In den Spalten finden sich folgende Informationen des Bodendenkmales:
Lagegeographische Koordinaten
BezeichnungBezeichnung lt. Denkmalatlas
BeschreibungBeschreibung lt. Denkmalatlas
IDObjekt-ID
BildBild, ggf. zusätzlich mit Link zu weiteren Fotos im Medienarchiv Wikimedia Commons.

## Sittensen
| Lage                        | Bezeichnung            | Beschreibung | ID       | Bild |
| --------------------------- | ---------------------- | --- | -------- | ---- |
| 53° 17′ 38″ N, 9° 30′ 37″ O | Sittensen 4, Grabhügel | Durchmesser ca. 15 m und Höhe ca. 1,1 m. Hoch gewölbt, Rand schwach abgesetzt. Alte flache Einsenkungen. Fünf frei liegende Findlinge. | 28924821 | BW   |
| 53° 16′ 35″ N, 9° 29′ 38″ O | Sittensen 50, Burg     | | 28969157 |      |

### Sittensen 36
- ID:28924824
- Grabhügelfeld mit ehemals vermutlich mehr als zehn Hügeln. Davon sind sechs mit 10 – 20 Meter Durchmesser und 0,4 – 1 Meter Höhe erhalten. Eine Streitaxt. eine Flintklinge und mehrere Pfeilspitzen aus dem Bereich der zerstörten Hügel weisen auf eine Datierung in das Spätneolithikum und die ältere Bronzezeit hin.

| Lage                        | Bezeichnung  | Beschreibung | ID       | Bild |
| --------------------------- | ------------ | --- | -------- | ---- |
| 53° 16′ 27″ N, 9° 28′ 33″ O | Sittensen 36 | Durchmesser ca. 15 m und Höhe ca. 0,7 m. Ebenmäßig gewölbt; Rand allmählich auslaufend. Oberfläche uneben. West-Teil abgetragen.                  | 28924691 | BW   |
| 53° 16′ 28″ N, 9° 28′ 35″ O | Sittensen 37 | Durchmesser ca. 20 m und Höhe ca. 1 m. Weit, groß. Rand schwach abgesetzt; nach Süden allmählich in Bodensenke übergehend. Viele Vertiefungen.    | 28924692 | BW   |
| 53° 16′ 28″ N, 9° 28′ 37″ O | Sittensen 38 | Durchmesser ca. 18 m und Höhe ca. 0,9 m. Ebenmäßig gewölbt; Rand schwach abgesetzt.                                                               | 28924705 | BW   |
| 53° 16′ 30″ N, 9° 28′ 38″ O | Sittensen 39 | Durchmesser ca. 15 m und Höhe ca. 0,6 m. Weit, flach gewölbt; Rand flach auslaufend.                                                              | 28924706 | BW   |
| 53° 16′ 32″ N, 9° 28′ 41″ O | Sittensen 40 | Durchmesser ca. 10 m und Höhe ca. 0,4 m. Flach gewölbt. Rand allmählich auslaufend; Nord-Rand von Feldweg von Nordwest nach Südost angeschnitten. | 28924707 | BW   |
| 53° 16′ 32″ N, 9° 28′ 42″ O | Sittensen 41 | Durchmesser ca. 12 m und Höhe ca. 1 m. Ebenmäßig geformt. West-Rand abgesetzt, Ost-Rand allmählich auslaufend.                                    | 28924700 | BW   |